# Велики Каларашиј (Калараш)
Велики Каларашиј (рум. Călărașii Vechi) насеље је у Румунији у округу Калараш у општини Куза Вода. Oпштина се налази на надморској висини од 16 m.

## Становништво
Према подацима из 2002. године у насељу је живело 745 становника, од којих су сви румунске националности.